# نغفة

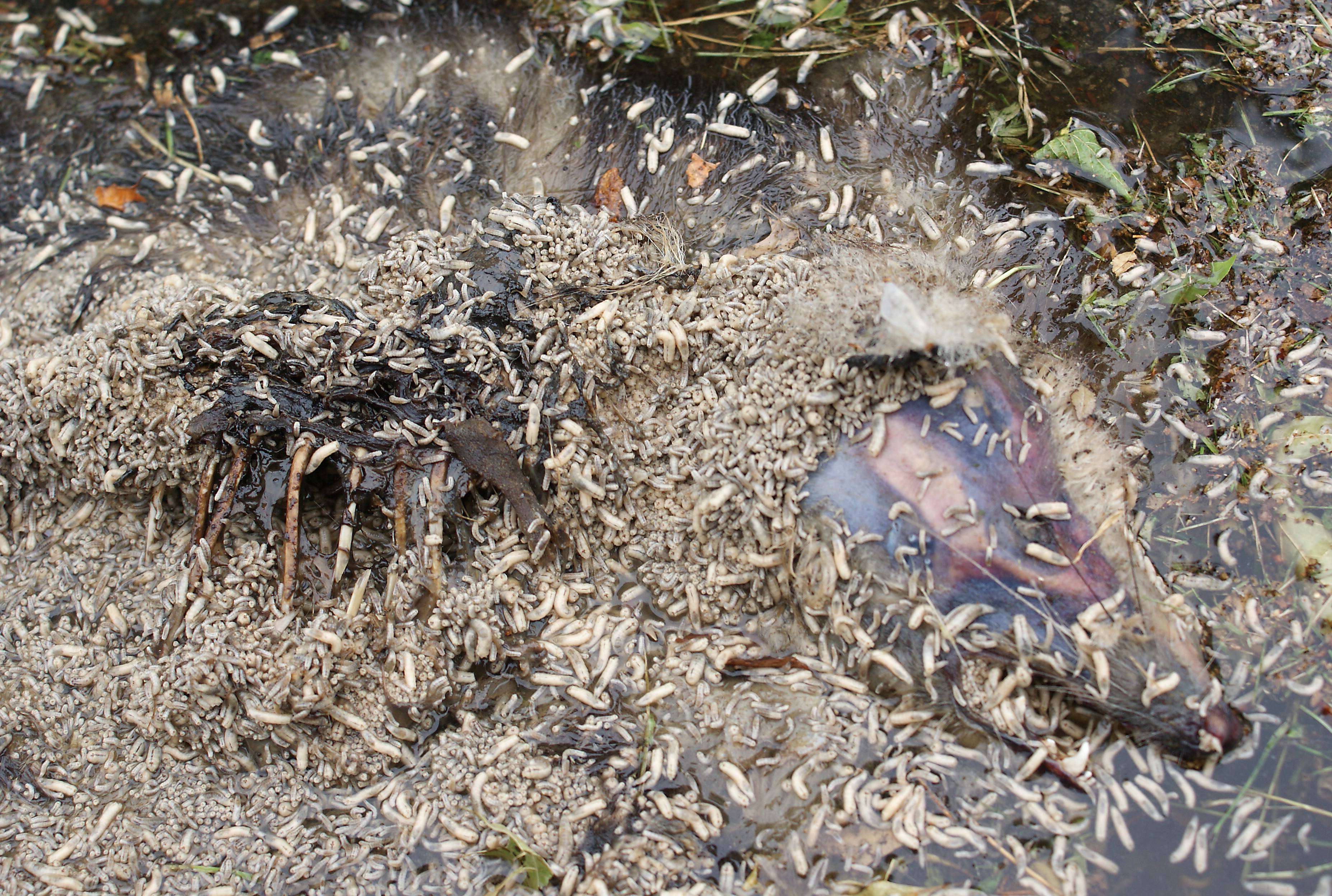
النغف يتغذى على جيفة.

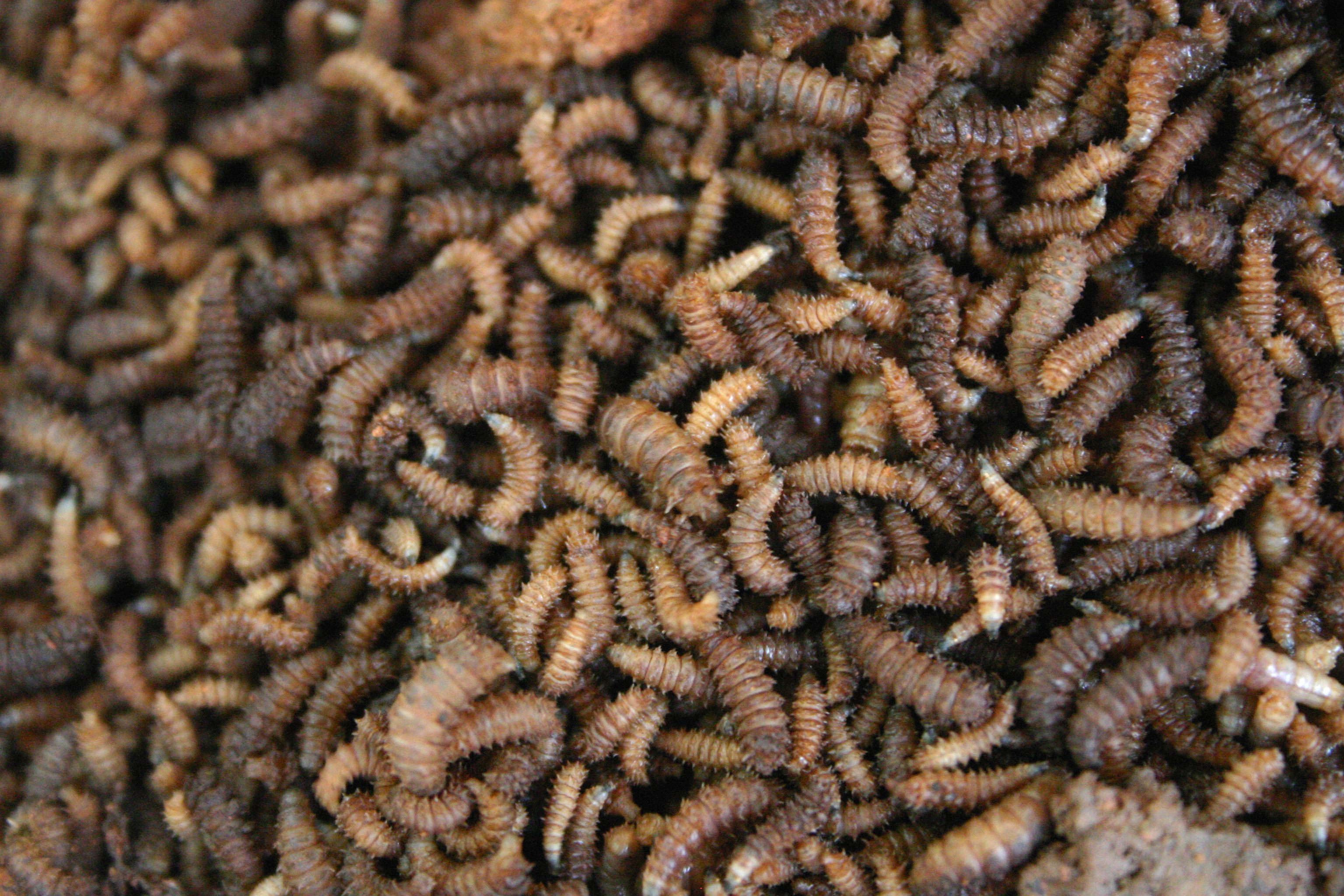
النغف على جثة نيص.

النغفة (والجمع: نغف) (بالإنجليزية: Maggot)‏ هي يرقة ذوات الجناحين. يستخدم لفظ النغفة ليرقات بعض أنواع ذباب قصيرات القرن مثل ذبابة المنزل والمستودكية والخوتعيات، لكن لا يستخدم ليرقات خيطيات القرن مثل البعوضيات والذباب البجعي.